# Горная Поляна (Волгоград)
Го́рная Поля́на — микрорайон в составе Советского района города Волгограда.

## География
Располагается на границе Советского и Кировского районов Волгограда на возвышенности. С севера ограничена балкой Найденова или Пахотина, с юга — Григоровой балкой, она же балка Горная Поляна.

## История
В 1928 году Горная Поляна была указана в числе населённых пунктов Сталинградского района Сталинградского округа Нижне-Волжского края.
В 1935 году в Сталинграде было создано 4 районных совета. Совхоз «Горная поляна» стал своего рода границей: севернее располагался Ворошиловский (с 1958 года — Советский) район, южнее — Кировский.
В соответствии с решением Волгоградского облисполкома от 28 июля  1966 года № 16/426 Горно–Полянский сельсовет Калачёвского района предан в административное подчинение исполнительного комитета Кировского района города Волгограда..

## Транспорт
Через Горную Поляну проходит автобусный маршрут 52Э от железнодорожного вокзала до посёлка Майский.